# American Football League (1940)
Die American Football League (AFL III) war eine von 1940 bis 1941 operierende Profiliga für American Football in den Vereinigten Staaten.

## Geschichte
Die American Football League wurde 1940 gegründet. Im Gegensatz zur AFL II, in welcher ebenfalls die Cincinnati Bengals spielten, gelang es der AFL III jedoch nicht, namhafte Spieler anzuwerben. In der ersten Saison war das Rennen um die Meisterschaft vor allem ein Zweikampf zwischen den Columbus Bullies und den Milwaukee Chiefs. Nachdem die Chiefs mit sieben Siegen in Folge gestartet waren, verloren sie ihre letzten beiden Spiele und gaben so am Ende doch noch die Meisterschaft an die Bullies ab. Tabellenschlusslicht waren die Bengals. Nach der ersten Saison mussten die Boston Bears den Spielbetrieb einstellen und die  Buffalo Indians konnten nur durch einen Verkauf gerettet werden. Dennoch gab es unter anderem aus Philadelphia, Detroit und Baltimore Bewerbungen um ein eigenes Team, welche jedoch von der Liga abgelehnt wurden, da ihre Liga noch nicht stabilisiert war.
Vor der zweiten Saison hielt die Liga einen Entry Draft mit 50 bekannten Nachwuchsspielern ab, bei dem sich die Spieler jedoch im Gegensatz zum NFL Draft die Mannschaften selbst aussuchen durften statt andersrum. Dennoch gelang es der AFL durch den Draft nicht, nennenswerte Neuverpflichtungen zu erzielen. Die New York Yankees konnten jedoch später den Runningback und All-American John Kimbrough verpflichten. Nach der Suspendierung von Yankees-Besitzer Douglas Hertz wurde das Team an William Cox verkauft, welcher das Team in New York Americans umbenannte. Im Oktober 1941 konnte selbiges Team auch noch den ehemaligen Heisman-Gewinner Tom Harmon verpflichten. Beim darauffolgenden Spiel der Americans gegen den Titelverteidiger konnte man daraufhin über 25.000 Zuschauer gewinnen. Das Spiel endete mit einem 7:7-Unentschieden. Harmon verließ jedoch nach dem Spiel bereits die Liga wieder, da er wegen des Zweiten Weltkriegs zum Militär eingezogen wurde. Die Meisterschaft gewannen am Ende erneut die Bullies vor den Chiefs und Americans.
Die Liga hatte sich nach der Saison etabliert und wollte 1942 sogar eine Expansion nach Detroit wagen. Durch den Zweiten Weltkrieg verloren die Mannschaften jedoch zunehmend Spieler. Am 2. September 1942 erklärte Commissioner Cox schließlich, dass die Liga wegen Spielermangels den Spielbetrieb vorübergehend aussetzen werde, und betonte, dass es keine finanziellen Probleme bei den Teams gäbe. Die Liga wurde nie wiederbelebt.

## Tabellen

### 1940
| Team               | S | N | U | SQ    | P+  | P−  |
| ------------------ | - | - | - | ----- | --- | --- |
| Columbus Bullies   | 8 | 1 | 1 | 0,889 | 134 | 69  |
| Milwaukee Chiefs   | 7 | 2 | 0 | 0,778 | 180 | 59  |
| Boston Bears       | 5 | 4 | 1 | 0,556 | 120 | 79  |
| New York Yankees   | 4 | 5 | 0 | 0,444 | 138 | 138 |
| Buffalo Indians    | 2 | 8 | 0 | 0,200 | 45  | 138 |
| Cincinnati Bengals | 1 | 7 | 0 | 0,125 | 53  | 187 |

### 1941
| Team               | S | N | U | SQ    | P+  | P−  |
| ------------------ | - | - | - | ----- | --- | --- |
| Columbus Bullies   | 5 | 1 | 2 | 0,833 | 142 | 55  |
| New York Americans | 5 | 2 | 1 | 0,714 | 116 | 73  |
| Milwaukee Chiefs   | 4 | 3 | 1 | 0,571 | 105 | 84  |
| Buffalo Tigers     | 2 | 6 | 0 | 0,250 | 72  | 172 |
| Cincinnati Bengals | 1 | 5 | 2 | 0,167 | 69  | 120 |